# Mount Simpson (Thurston-Insel)
Mount Simpson ist ein Berg auf der Thurston-Insel vor der Eights-Küste des westantarktischen Ellsworthland. In den Walker Mountains ragt er unmittelbar westlich des Kopfendes des Hale-Gletschers auf.
Erstmals kartiert wurde er anhand von Luftaufnahmen der United States Navy bei der Operation Highjump (1946–1947) vom Dezember 1946. Das Advisory Committee on Antarctic Names benannte ihn 1960 nach Leutnant B. L. Simpson Jr. von der Navy-Flugstaffel VX-6, Pilot einer Lockheed P2V Neptune zur Erstellung weiterer Luftaufnahmen von diesem Gebiet im Januar 1960.